# 1353 pr. n. št.
1353pr. n. št. je bilo leto predjulijanskega rimskega koledarja.
Oznaka 1353 pr. Kr. oz. 1353 AC (Ante Christum, »pred Kristusom«), zdaj posodobljena v 1353 pr. n. št., se uporablja od srednjega veka, ko se je uveljavilo številčenje po sistemu Anno Domini.

## Smrti
- Šjao Šin iz dinastije Šang, po izroćilu 49. kralj Kitajske (* 15. stoletje)